# ألبرتو أوقستو
ألبرتو أوقستو (بالبرتغالية: Alberto Augusto‏) هو لاعب كرة قدم برتغالي، ولد في 31 يوليو 1898 في لشبونة في البرتغال، وتوفي في 1973. شارك مع منتخب البرتغال لكرة القدم. أما مع النوادي، فقد لعب مع سبورتينغ براغا وفيتوريا دي غيماريش ونادي أمريكا ونادي أمريكا ونادي بنفيكا.

## وصلات خارجية
- ألبرتو أوقستو على موقع قاعدة بيانات كرة القدم.إي يو (الإنجليزية)